# 消費主義

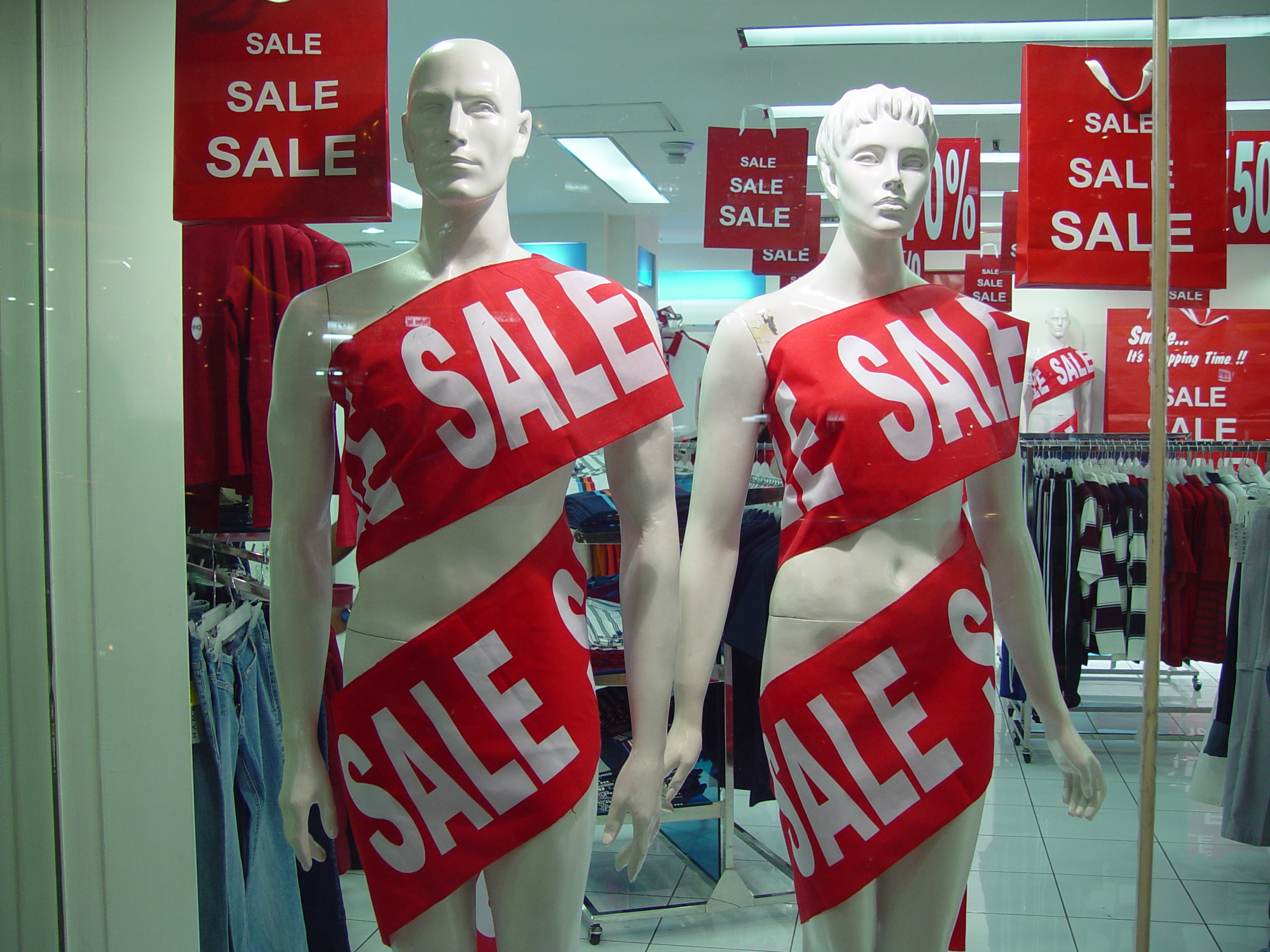
大特價促進消費

促進消費慾望的廣告

消費主義（英語：Consumerism）指相信持續及增加消費活動有助於經濟的意識形態。創造出在生活態度上對商品的可欲及需求（多消費是好事）讓資本主義可以提高工資及提高消費。消費主義為已開發國家的經濟引擎，使現代人有購買與獲得商品的社會及經濟上的信念及集體情緒。然而在社會科學領域中，不同領域因各別知識傳統對消費主義有不同的定義與詮釋，此差異也反映在如綠色消費主義、消費者運動、消費者保護、消費者權利等概念及實踐上。

## 定義

### 文化研究觀點
在工業資本主義時代以前，「消費」一詞並非如今日，具有指涉過度購買行為的意義。英國文化研究學者雷蒙·威廉斯指出，消費（Consume）一詞可追溯至14世紀，意同揮霍、用盡；而在16世紀出現的「消費者」（consumer）一詞，也有相似的負面意思。然而，到了19世紀中期，「消費者」已轉化成中性詞，用來指涉相對於「生產者」（producer）的抽象實體。而到了20世紀，這種抽象的用法進入日常的生活領域，成為一種日常用語，且具有支配性的意涵。在「消費者」（consumer）一詞出現以前，「顧客」（customer）在字面上，指涉相對於供給一方的需求者，而供需雙方的互動是建立在實際的需求上的：「顧客」（customer）的需求是出於自我選擇的，而供應商則是滿足需求。但在消費主義興起後，「消費者」取代了「顧客」，成為一種去個體化的抽象形體，其本質是大眾，而大眾的需求是由滿足他們需求的一方所創造的。而在後現代主義中，消費主義也被視為是一種獲得愉悅的活動形式。

### 社會學觀點
消費主義是資本主義的主要問題之一。社會學從馬克思開始就對消費主義採取批判觀點。馬克思主義中，消費主義之所以存在，是因為物與人的關係發生根本質變。資本主義出現以前，物品是勞動的直接成果，而物品的生產與交換通常在一地之內完成。這個時候，物品的價值是它的「實用價值」而非「交換價值」。但在資本主義社會中，物的價值是市場所賦予的，然而在市場的訂價成為一物價值的標準，賦予物品一種彷彿是與生俱來的價值，但這樣的價值也是人為建構的，而且是主觀而具高度意識形態的。人為賦予物品價值的後果，造成一物的生產脈絡被掩蓋了，讓消費者只看到一物「市場價格」的人為表象，卻看不見製造的過程，忽略物品也是勞動的結果，直接或間接的造成馬克思所主張的異化。
而波蘭社會學家鮑曼則分析消費主義定基於一種態度，相信每個問題都有解決方法，也就是不同的問題，有不同的專家或專門技術人才設計好的特別物件或方法，而個別消費者要做的就是找到它。這也意謂所有問題都有解決方案，而該方案是可購得的，也就是可以用金錢交換的，購物即是一種獲得解決方案的方式。

### 消費者保護主義觀點
有時候，中文裡的消費主義意同「消費者保護主義」。消費者保護主義是一種消費者運動，是訴求保護消費者消費權益的行動主義。這種運動對製造商提出一些要求，包括照實包裝與廣告、保固，以及增進商品的安全標準。在這個定義中，消費者保護同時也意指一種政策，從消費者的利益出發，規範商品或服務的產製標準。

## 消費主義的特色

### 市場論述主導
在消費主義社會中，市場是一個具有支配性的觀念。在消費社會中，任何關係都可以被市場化，也就是以主觀的交換價值來論斷一人、一物或一件事情的價值。市場化同時也是一種暗喻，讓市場主導的信念深植人心，認為市場是最有效率、最公平的分配方式。但這樣的信念也是具高度意識形態的。

### 過度製造
馬克思主義中，消費主義是資本主義社會過度製造的必然產物。而資本主義要維持運作，就必須將工人轉化為消費者，才能將大筆錢花在大量生產的貨品上。消費主義之所以成為資本主義主要的意識形態之一，就是因為只有消費大量超過需求而生產的貨品，才有可能維持資本主義的運作。鮑曼也認為，在泰勒主義下的工人是「藏於生產者中的消費者」，被期待在消費中獲得個人的自由。

### 個人化
個人化首先意指的是現代社會中集體意識漸漸消失的傾向。現代社會不如傳統社會強調社群連結，而是以個人為主。個體之間是疏離的，而組成大眾的則是互不相干的個人。在消費社會中，更被強調的是個人主義，也就是個人作為一個具有自主性的能動者，依工具理性達成自己的目標，例如消費行為代表個人表達的慾望。這為經濟提供了動力，並帶來個人的滿足。然而在新自由主義下的消費社會中，如同美國社會學家大卫·理斯曼所言，作為消費者的人們支持政府去管制化，但同時身為工作者，也可能因為去管制化而面臨問題（例如失業），而集體防禦沒有太大意義，工會力量也大幅縮減。換言之，這些消費者組成了「孤單的群眾」（the lonely crowd），無法組織起來保護自己的權益。個人化的另一個意義在於，現代品牌行銷將所有產品包裝成定制的，宣稱產品對個別消費者而言獨一無二，但事實上大眾產品之間差異不大。

### 商品化
社會文化也為商品所改變，商品成為了文化的主體，人的重要性退居其次；量產商品背後的意義被掏空了，而廣告或大眾傳播媒介上的節目內容塑造了商品的形象，賦予商品新的意義，甚至是具有人性的特質，讓產品神秘化，轉而為崇拜對象，而且可以藉由購買而得到物品上的特質。這就是馬克思論述中的商品拜物教。另外，個人也用商品人性化的特質，來建構自己的個性。

### 美學化與符號消費
商品的意義被廣告重新塑造，一個商品可能是神祕或性感的，具有人類的特質，而個人可以透過消費購買這些特質。後現代主義學者尚·布希亞稱之為「物」的體系，描述物品被大量生產後，因為被賦予各種不同的意義與精神，商品彷彿有自己的生命一般，自行衍生而成為體系。而布希亞也認為對物品的消費是一種狂歡與釋放，具有遊戲的特質，可以藉由購買符號而獲得滿足與愉悅，以此逃離日常例行工作的機制。

### 去穩定化
消費主義社會中的勞資關係不穩固，個人有如商品一樣，可以被購得或棄置，鮑曼認為這是消費社會的身分認同。在無法確保有穩定收入的狀況下，以往的延遲享受變成了及時享樂，如同鮑曼所言「消費主義是信用卡的社會，而不是存摺的社會。」與個人化的因素一併考量下，個人越來越難在緊密的社群連結中，以及在工作當中找到生活的意義。在這樣的情況下，通过購物獲得的滿足可暂时填補生活的空虛。

### 治療論述
美國文化歷史學者李爾斯指出，治療論述是一種「你不夠完美」的想法，而這樣的想法在西方是由基督新教倫理所產生的觀念，強調禁欲與刻苦工作。在宗教世俗化之後仍繼續留在西方文化中，仍是日常生活的道德原則。而治療論述每隔一段時間就會從這樣的觀念移轉到休閒、花費與個人滿足上，以此作为自我放縱的合理化藉口；只有認為自己不夠完美，才有取得更多物質，而通往美好生活的想像發生，但也因此造就人生的無奈感。然而商品帶給人的滿足在購買後很快會消失，特別是在滿足情緒的需求上，商品的效用是不持久的，因而只有透過不斷消費，才能帶來滿足。

## 消費主義的問題
消費主義可能會造成公民社会的消逝。因為消費主義的基本意識形態是市場關係，也就是在所有的人際關係中，被市場意識滲透，而市場邏輯成為指導原則。例如，在新自由主義經濟政策下，大規模私有化讓許多財貨都落入私人企業手中，而一般人要透過消費才可以獲得這些產品或服務。但公民的概念中，有許多權利，例如健保制度，是人人生而有之的。換句話說，不論貧窮或富有都享有同等待遇。然而在新自由主義的消費導向社會中，這些公民的基本權利變成需要透過消費所獲得，一般人必須要是積極的消費者，才能是好的公民。如此一來，便排除了經濟上弱勢的中下階層民眾。此外，消費社會中的企業可能透過各種手段，例如選舉資助、政治献金，而對政治造成影響，例如形成壓力團體，迫使立法機關做出對企業有利的立法，但卻不一定符合人民的利益。

## 外部連結
- 高宣揚：〈論消費文化與權力的交錯影響〉 （页面存档备份，存于）（2010）